# Xenosaurus
Xenosaurus är ett släkte av ödlor som ingår i familjen xenosaurer. Enligt en annan taxonomi är Xenosaurus det enda släktet i familjen Xenosauridae.
Dessa ödlor förekommer i östra Mexiko och i Guatemala. De blir vanligen 10 till 15 cm långa (utan svans) och lever i fuktiga molnskogar eller i torra buskskogar. De kan inte uthärda längre torra tider och gömmer sig ofta i fuktiga bergssprickor. Individerna försvarar sitt revir mot andra ödlor. De äter främst leddjur som skalbaggar och gräshoppor samt några andra smådjur. Arterna fortplantar sig vivipar och oftast föds två ungar per kull men ibland har en kull upp till åtta ungar. Mellan parningen och födelsen ligger vanligen 11 till 12 månader.

## Taxonomi
Kladogram enligt Catalogue of Life och IUCN:
| Xenosaurus | \| \| Xenosaurus grandis \| \| \| \| \| \| Xenosaurus newmanorum \| \| \| \| \| \| Xenosaurus penai \| \| \| \| \| \| Xenosaurus phalaroantheron \| \| \| \| \| \| Xenosaurus platyceps \| \| \| \| \| \| Xenosaurus rectocollaris \| \| \| \| |
|            | \| \| Xenosaurus grandis \| \| \| \| \| \| Xenosaurus newmanorum \| \| \| \| \| \| Xenosaurus penai \| \| \| \| \| \| Xenosaurus phalaroantheron \| \| \| \| \| \| Xenosaurus platyceps \| \| \| \| \| \| Xenosaurus rectocollaris \| \| \| \| |
|            | Shinisaurus |
|            | |
|            | Xenosaurus grandis |
|            | |
|            | Xenosaurus newmanorum |
|            | |
|            | Xenosaurus penai |
|            | |
|            | Xenosaurus phalaroantheron |
|            | |
|            | Xenosaurus platyceps |
|            | |
|            | Xenosaurus rectocollaris |
|            | |

|  | Xenosaurus grandis         |
|  |                            |
|  | Xenosaurus newmanorum      |
|  |                            |
|  | Xenosaurus penai           |
|  |                            |
|  | Xenosaurus phalaroantheron |
|  |                            |
|  | Xenosaurus platyceps       |
|  |                            |
|  | Xenosaurus rectocollaris   |
|  |                            |

The Reptile Database lister ytterligare fyra arter:
- Xenosaurus agrenon
- Xenosaurus mendozai
- Xenosaurus rackhami
- Xenosaurus tzacualtipantecus